# Чокракский курорт
Чокракский курорт — грязелечебница, существовавшая на восточном берегу Чокракского озера у бывшего села Мама Татарская на Керченском полуострове в Крыму. Функционировала с середины XIX века по 1939 год (по другим данным — до 1944 года]).

## История
Считается, что массовое использование грязей озера в лечебных целях началось после публикации в «Новороссийском календаре на 1850 год» статьи «Результаты химического разложения воды и целительных грязей Чокракского соляного озера» профессора химии и технологии Ришельевского лицея Христиана Генриховича Гассгагена, исследовавшего озеро в июне 1848 года. В монографии был описан химический состав грязей, перечисленны заболевания, рекомендованные к лечению и противопоказания к применению. В 1849 году зафиксирован первый массовый приезд больных на грязи, среди которых был сын богатого карасубазарского купца Василий Гущин. Вылечившись, Гущин загорелся идеей создания лечебницы на 30 мест для беднейшего сословия, «где страждущие могли бы найти всё необходимое для принятия грязевых ванн», со временем планируя передать строение «в ведомство и полное распоряжение Крымского соляного правления». Но владелец земли помещик Коринфио отказался продать её даже после личного обращения к нему Таврического гражданского губернатора В. И. Пестеля.

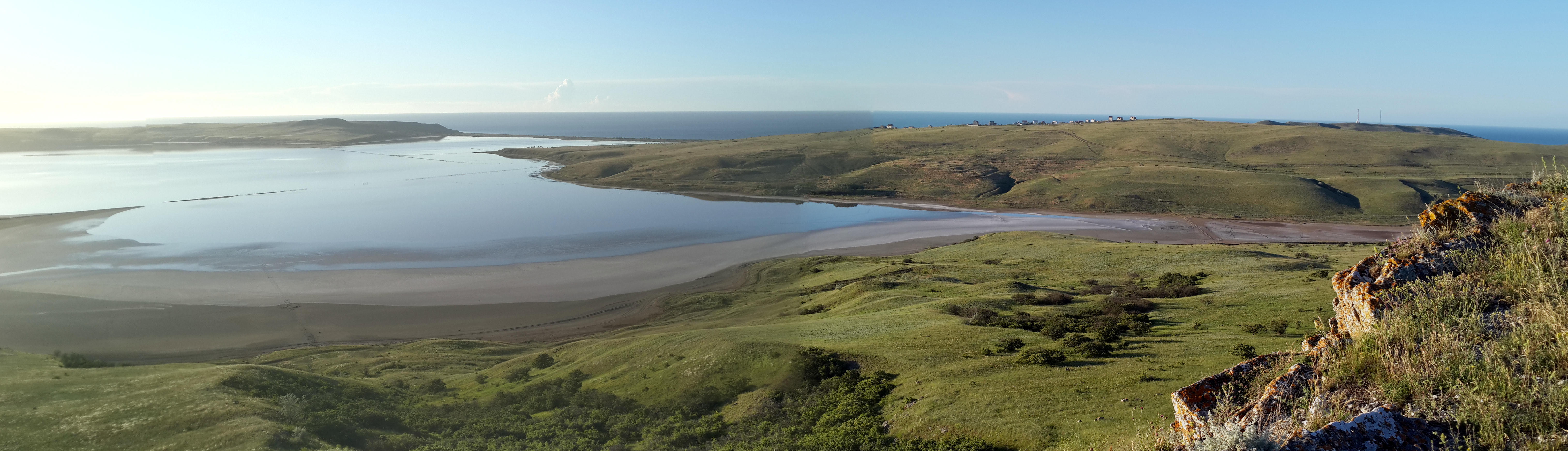
Вид с вершины Ташлак на бывшее месторасположение лечебницы

В июле 1850 года при озере было открыто временное отделение Симферопольского военного госпиталя, были оборудованы купальни и помещения для грязевых ванн. На озеро несколько раз приезжали комиссии из Сак для проработки плана развития филиала грязелечебницы, но, в связи с реконструкцией Сакской грязелечебницы в те же годы, затрачивать средства ещё и на строительство Чокракского отделения военное ведомство сочло нецелесообразным, и в 1851 году филиал был закрыт. Во время Азовской кампании Крымской войны в 1855 году оставшиеся деревянные бараки бывшего военного отделения использовались стоявшей у Керчи английской армией как лазареты. В 1859 году керченский купец Франц Семенович Томазини в тех же бараках оборудовал лечебные помещения, а во дворе грязевые ванны. После нескольких лет тяжб с владельцем земли Томазини, по обоюдному согласию, построил каменное двухэтажное здание пансиона на 17 номеров, с террасой на озеро, кухню, домик для врача, столовую, хозпостройки, 2 специальных здания для грязевых ванн (мужских и женских), практически на берегу озера и облагородил территорию лечебницы. Впоследствии, по решению суда, земля для курорта арендовалась у владельца. Курорт располагал девятью серными и одним горько-щелочным источником, которые использовались для грязей, ванн и ингаляций. За сезон лечение проходили около 300 человек.

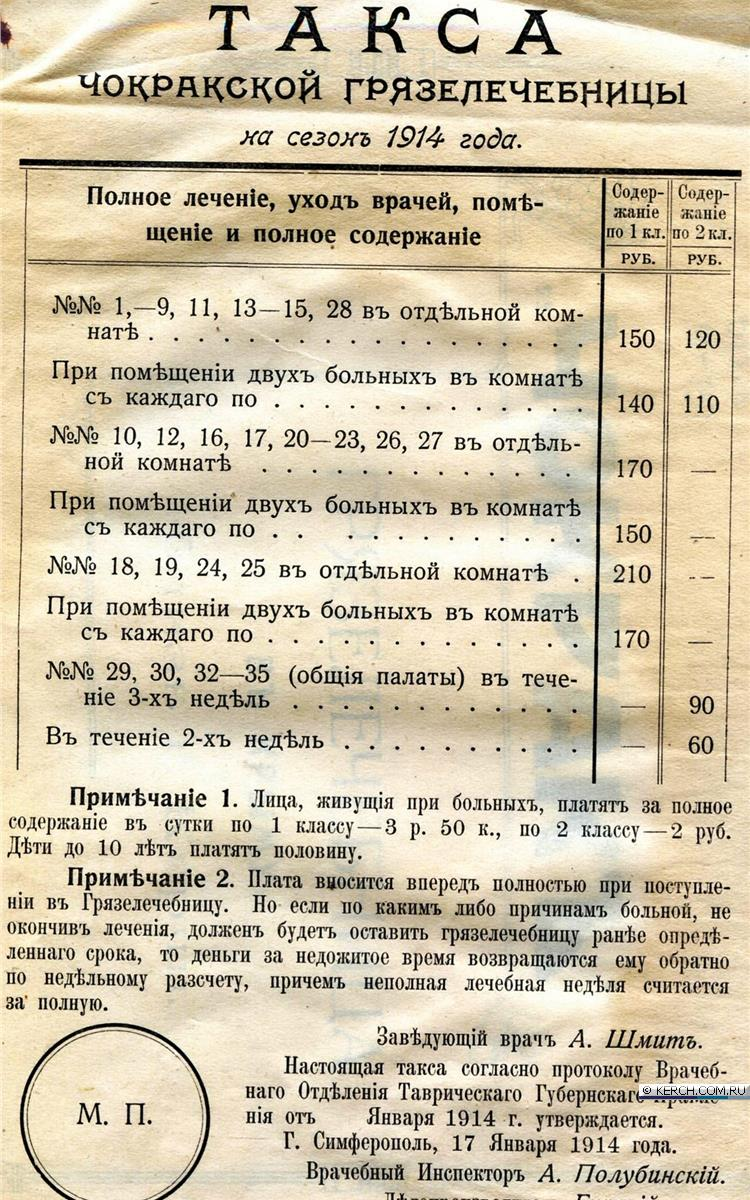
Цены курота на 1914 год

Курорт был довольно дорогим: на 1889 год 3-х недельный курс лечения (с питанием и проживанием) стоил 165 рублей, а за «курсовку» брали 68 рублей (комнату в Маме́ снимали за полтора рубля в сутки). В XIV томе книги «Россия. Полное географическое описание нашего отечества» о курорте сказано

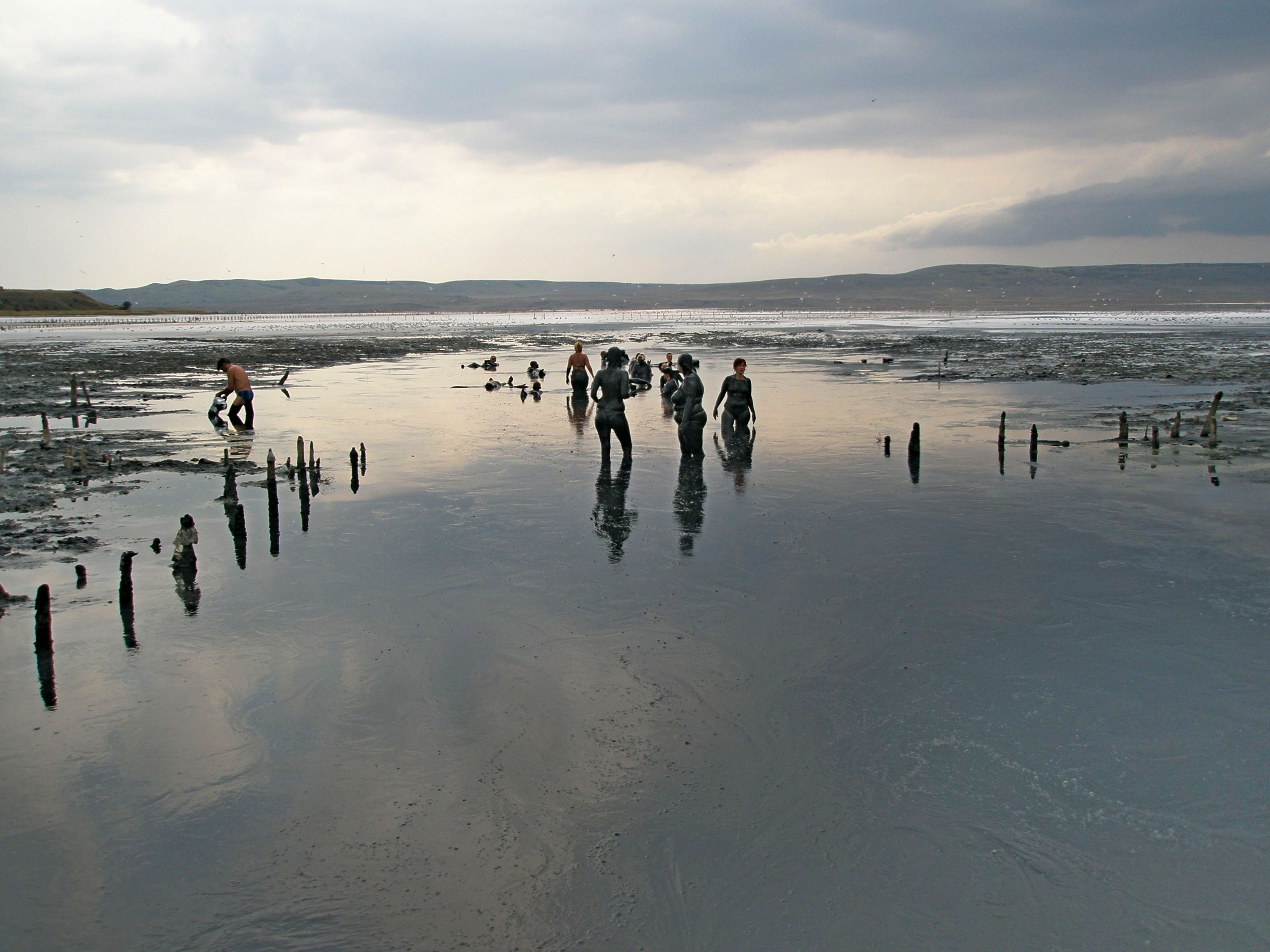
Современное стихийное использование грязей озера Чокрак

На восточном берегу озера при деревне Мама устроено образцовое лечебное заведение, где лечатся грязью, рассолом и водой имеющихся здесь серных источников
Сезон 1917 года на Чокраке был последним: Франц Томазини вернулся в Италию, разграбленная лечебница почти 10 лет простояла заколоченной. Вновь здравница открылась в 1926 году. Последним директором грязелечебницы был Зиновий Дмитриевич Кармашов. В 1939 году зона Чокракского озера оказалась на территории будущего военного полигона для бомбометания и курорт закрыли. Багеровский военный аэродром до Великой Отечественной войны так и не был достроен. Во время оккупации (1942—1944 год) захватчики восстановили лечебницу и использовали её для восстановления раненых солдат и офицеров вермахта, взорвав при отступлении. В дальнейшем лечебница не восстанавливалась.